# 만선초등학교
만선초등학교(晩仙初等學校)는 대한민국 경기도 광주시 곤지암읍에 있는 공립 초등학교이다.

## 학교 연혁
- 1935.04.19 곤지암공립보통학교 부설 만선간이학교 인가
- 1943.04.04 곤지암초등학교 만선분교장 개설
- 1948.05.10 만선초등학교 승격 개교
- 1981.03.01 봉현분교 봉현초등학교로 승격
- 1981.03.01 병설유치원 설립 인가
- 1984.10.12 도서벽지형 급식학교 지정
- 1991.01.11 급식학교 농촌형으로 급지 변경
- 1995.03.01 봉현분교를 곤지암초등학교로 통폐합
- 2009.03.01 초등 보육 보금자리 프로그램 지정
- 2013.05.01 인조잔디 운동장 완공
- 2013.07.18 어울관 체육관 개관
- 2014.03.01 오후 돌봄교실(2012 ~ )
- 2015.03.01 6학급 편성(특수 1학급, 유치원 1학급)
- 2018.01.06 제70회 졸업식(누계인원 3,997명)
- 2022.09.01 제26대 최병진 교장 취임

## 참고 자료
- 만선초등학교 - 한국교육학술정보원 학교알리미